# Lommern
Lommern är en sjö i Uddevalla kommun i Bohuslän och ingår i Göta älv-Bäveåns kustområde.